# Poboru
Poboru es una comuna ubicada en el distrito de Olt, Rumania.

## Superficie
Posee una superficie de 68,44 kilómetros cuadrados.

## Demografía
Hasta 2021 la población era de 1694 habitantes, con una densidad de población de 24,75 habitantes por kilómetro cuadrado.